# Luigi Lucheni
Luigi Lucheni o Luccheni (Parigi, 22 aprile 1873 – Ginevra, 19 ottobre 1910) è stato un anarchico italiano, famoso per aver assassinato l'imperatrice Elisabetta d'Austria, meglio nota come Sissi, a Ginevra il 10 settembre 1898.

## Biografia

### L'infanzia
La madre, Luigia Lucchini, era una bracciante alle dipendenze di un'agiata famiglia parmense, presso l'odierna Albareto; rimasta incinta a seguito d'un rapporto clandestino con un possidente del luogo, si recò in Francia per poter partorire in segreto. Luigi nacque dunque a Parigi, dove la madre l'abbandonò presso l'Hospice des enfants assistés. Per un errore di trascrizione all'anagrafe, il cognome fu storpiato in Luchéni. Luigia Lucchini emigrò poi negli Stati Uniti e non rivide mai più né ebbe più alcun contatto con suo figlio.
Lucheni trascorse la sua prima infanzia presso l'orfanotrofio Enfants Trouvés di Parigi e, una volta rimpatriato in Italia, ad Albareto, crebbe tra orfanotrofi e povere famiglie affidatarie del luogo. Per sfuggire a questa condizione, a quattordici anni d'età fuggì da Albareto ed iniziò a vagabondare per l'Europa.

### La formazione
Svolse il servizio militare presso il Reggimento cavalleggeri di "Monferrato", a Napoli. Partecipò poi, in qualità di soldato a cavallo, alla guerra in Africa orientale, dove prestò servizio agli ordini del principe Raniero de Vera d'Aragona con cui rimase poi a lavorare, una volta finita la guerra, come attendente per un certo periodo di tempo, frequentando indirettamente gli ambienti dell'alta società. Fu insignito della medaglia a ricordo delle Campagne d'Africa con la fascetta "Campagna 1895-96". Ambiva al posto di direttore di carcere, che non gli fu però concesso, per cui, amareggiato, lasciò Napoli, riprendendo la sua erranza in cerca di lavoretti per sopravvivere.
Dopo aver errato per tutta l'Europa e aver persino pensato di emigrare negli Stati Uniti, si trasferì in Svizzera, a Losanna, dove trovò lavoro come manovale nella costruzione della Posta nuova. Nella città elvetica ebbe modo di avvicinarsi ad alcuni gruppi anarchici, allora impegnati nel dibattito sull'opportunità di un regicidio. In tale ambito, Lucheni maturò il vago progetto di rendere imperituro il suo nome, compiendo un atto irreparabile.

### Il regicidio
Il 10 settembre 1898 decise di mettere in atto i suoi propositi. Non avendo abbastanza soldi per acquistare un'arma da fuoco o un semplice pugnale, comprò una lima triangolare, che fece affilare da un arrotino di Losanna. Si recò in battello ad Évian-les-Bains, dove villeggiava l'alta aristocrazia europea del tempo, e comperò un catalogo degli ospiti illustri (l'Évian Programme, ritrovato nelle sue tasche al momento dell'arresto e conservato agli archivi di Stato di Ginevra). Non trovando nessuno da poter assassinare, decise di approfittare del passaggio a Ginevra del pretendente al trono di Francia il Duca d'Orléans ma, prima ancora che potesse fare alcunché, questi era già ripartito per Parigi.

#### Abis della Clara e l'idea del regicidio
Girovagando per le strade di Ginevra, s'imbatté in un commilitone che aveva svolto con lui il servizio militare nella cavalleria a Napoli, il chiavennasco Giuseppe Abis della Clara (1869-1956), appartenente ad una nobile famiglia che aveva fedelmente servito l'impero austro-ungarico da generazioni, il quale curava i cavalli di un'impresa di trasporti e conosceva molti cocchieri. Fu Abis della Clara, infatti, a rivelare a Lucheni l'arrivo a Ginevra, quel pomeriggio stesso, dell'imperatrice Elisabetta d'Austria, probabilmente riconosciuta da un cocchiere nei pressi dell'Hôtel Beau Rivage, dov'era scesa con un'unica accompagnatrice, la contessa ungherese Irma Sztáray, e a suggerirgli "ecco chi puoi assassinare!".
La notizia della presenza dell'imperatrice a Ginevra fu pubblicata dalla Tribune de Genève solamente il giorno successivo, poiché ella viaggiava in incognito ed aveva rifiutato la protezione della polizia ginevrina. Sbarcata dal battello alle 13 del 9 settembre 1898, si recò in carrozza privata direttamente al castello di Pregny, dove l'attendeva una sua amica, la baronessa Rothschild, e tornò all'albergo Beau Rivage solo alle 18. Dopo cena, fece una passeggiata a piedi per le vie della città, accompagnata dalla sola contessa Sztáray, sino alla pasticceria Désarnod, sita nei pressi del Grand Théâtre. L'indomani mattina andò di nuovo in città a fare delle compere.

#### L'omicidio
L'imperatrice, sempre vestita di nero a seguito del suicidio del figlio Rodolfo, celava il viso dietro una veletta od un ombrellino ed era pertanto difficile da riconoscere. Doveva imbarcarsi per la frazione di Montreux-Territet alle ore 13 del 10 settembre quando Lucheni, informato sull'indirizzo dell'imperatrice e sulle sue sembianze dall'amico Abis della Clara, si appostò sul quai du Mont-Blanc, nascosto dietro un ippocastano ed armato della sua lima, sapientemente occultata in un mazzo di fiori; al passaggio dell'imperatrice, sbucò dal suo nascondiglio e la pugnalò al petto, con un unico e preciso colpo letale, tentando poi la fuga. Fu bloccato da quattro passanti, non molto lontano dal luogo dell'attentato, in attesa del sopraggiungere della polizia. Al commissario che lo interrogava, chiedendogli il motivo del suo gesto, pare abbia risposto: «Perché sono anarchico. Perché sono povero. Perché amo gli operai e voglio la morte dei ricchi».
L'imperatrice, che stava correndo verso il battello (la sirena della partenza aveva già suonato), s'accasciò per effetto dell'urto, ma in breve si rialzò e riprese la sua corsa, non sentendo apparentemente nessun dolore. Fu solo sul battello che impallidì e svenne tra le braccia della contessa Sztáray. Il battello fece dunque retromarcia e l'imperatrice fu riportata nella sua camera d'albergo; spirò un'ora dopo, senza aver ripreso conoscenza. L'autopsia, effettuata dal dottor Mégevand, mostrò che la lima aveva trafitto il ventricolo sinistro, e che Elisabetta era morta d'emorragia interna. A causa del suo corsetto particolarmente stretto, che l'aveva abituata a grandi dolori, non si era resa conto della gravità della situazione; inoltre l'emorragia era stata considerevolmente rallentata prima dell'apertura del corsetto. La documentazione relativa alla sua autopsia successivamente venne distrutta.

### La detenzione e la morte

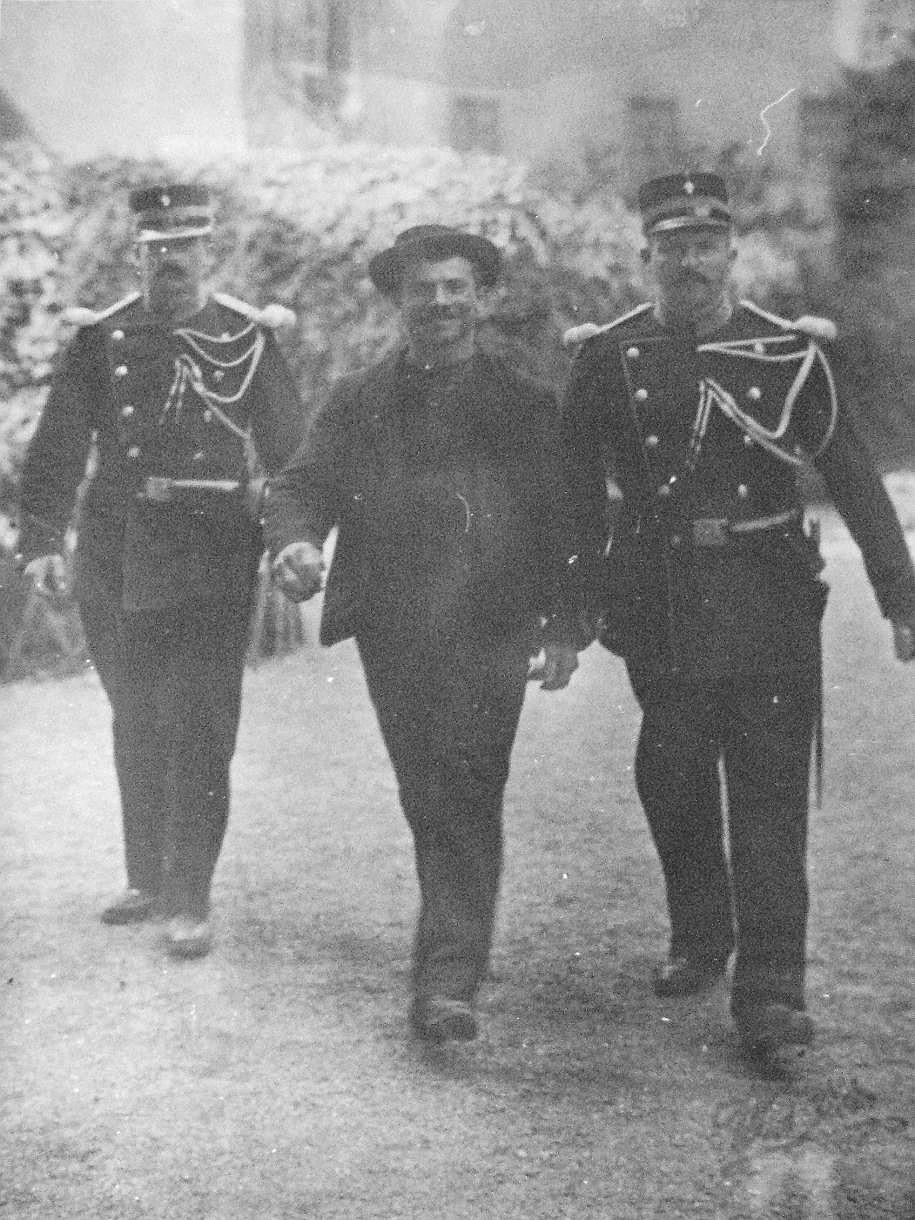
L'arresto di Lucheni

Dopo l'arresto, Lucheni venne condannato all'ergastolo. In cella imparò il francese, al punto da scrivere in quella lingua le sue memorie, intitolate Histoire d'un enfant abandonné, à la fin du XIXe siècle, racontée par lui-même ("Storia di un ragazzo abbandonato alla fine del XIX secolo, raccontata da lui medesimo"). Venne più volte aggredito in carcere e le sue memorie sequestrate, finché non venne ritrovato impiccato nella sua cella il 19 ottobre del 1910, ufficialmente suicida, anche se vi è il sospetto che possa essere stato strangolato con la cintura alla quale fu trovato appeso nella sua cella.
La sua testa fu recisa e poi conservata in un contenitore di formalina e mostrata agli ospiti illustri dell'Hôtel Métropole, tra i quali si ricordano i rivoluzionari ed uomini politici Lenin, Molotov e Malenkov. Fu regalata, nel 1998, nel centenario dell'assassinio, dal Governo svizzero all'Istituto di patologia di Vienna e nel 2000 ricevette definitiva sepoltura (insieme al corpo) nel Zentralfriedhof. In quello stesso anno vennero pubblicate le sue memorie.

## Le possibili ragioni del regicidio
Le memorie di Lucheni, che s'interrompono quando sta per abbandonare Albareto, furono ritrovate nel 1938 e pubblicate da Santo Cappon nel 1998. Attraverso il suo memoriale, racconta di quanto abbia sofferto dell'abbandono da parte della madre, per la quale nutriva un sentimento di amore-odio, e di come lo facessero soffrire le ingiustizie di una società che non rispettava i diritti di ogni bambino ad avere almeno un po' di amore e di felicità. Dalle sue memorie e dai dati del suo processo, risulta che non fosse un vero e proprio anarchico, ma che col suo gesto voleva dare lustro al suo nome e, al contempo, vendicarsi di tutte le ingiustizie patite. Santo Cappon, nella sua biografia di Lucheni, sostiene che forando il cuore dell'Imperatrice, egli abbia virtualmente punito la madre che lo aveva abbandonato.
Con riferimento all'imperatrice Elisabetta che, come sappiamo dal suo diario poetico, si era augurata di morire "improvvisamente, rapidamente e se possibile all'estero", ha visto questo suo desiderio esaudito proprio da uno di quei fanciulli infelici "oppressi dall'Ordine stabilito" ai quali dedicava le sue lacrime.  La pensatrice anarchica Emma Goldman, che aveva particolarmente apprezzato e sostenuto gli attentati degli anarchici Sante Caserio e Gaetano Bresci, condannò invece il gesto di Lucheni, perché la vittima era una donna non politicamente attiva in alcun regime o governo.
Al giudice, il quale gli rinfacciava di avere ucciso una donna sola e disperata, Lucheni rispose di non averlo saputo e di avere, invece, sempre creduto che Elisabetta fosse una donna realizzata e felice.

## Opere
- Come e perché ho ucciso la principessa Sissi (Histoire d'un enfant abandonné, à la fin du XIXe siècle, racontée par lui-même, 1998) a cura di Alfredo Maria Bonanno, Edizioni Anarchismo, 2009.